# Microsania vrydaghi
Microsania vrydaghi is een vliegensoort uit de familie van de breedvoetvliegen (Platypezidae). De wetenschappelijke naam van de soort werd voor het eerst geldig gepubliceerd in 1954 door Albert Collart.